# Naives-en-Blois
Naives-en-Blois – miejscowość i gmina we Francji, w regionie Grand Est, w departamencie Moza.
Według danych na rok 1990 gminę zamieszkiwało 91 osób, a gęstość zaludnienia wynosiła 6 osób/km² (wśród 2335 gmin Lotaryngii Naives-en-Blois plasuje się na 954. miejscu pod względem liczby ludności, natomiast pod względem powierzchni na miejscu 333.).